# Долгов, Владимир Анатольевич
Влади́мир Анато́льевич Долго́в (6 июня 1959 — 11 ноября 2016) — российский менеджер, директор по развитию бизнеса eBay в странах Северной и Восточной Европы, генеральный директор eBay Россия, руководил московским офисом eBay с момента его открытия в июле 2012 года до 11 ноября 2016 года. В 2005—2012 годах занимал должность генерального директора Google Russia. Кандидат физико-математических наук.

## Биография
В 1982 г. — окончил факультет проблем физики и энергетики МФТИ. В 1991 г. защитил диссертацию на соискание ученой степени кандидата физико-математических наук.
- 1982—1992 гг. — Институт атомной энергии им. И. В. Курчатова (филиал в городе Троицке),
- 1992—1995 гг. — CompactBook Publishing, мультимедиа издательство,
- 1995—1996 гг. — R-Style (Кирилл и Мефодий, New Media Generation),
- 1996—1999 гг. — Лукойл-информ, начальник управления,
- 1999 г. — главный редактор Интернет-портала Prosto.Ru,
- 1999—2000 гг. — глава московского представительства Oxir Internet Solution, генеральный директор ЗАО «Оксирис» (интернет-магазин Oxiris.com),
- 2000—2005 гг. — интернет-магазин Ozon.ru: технический директор, директор московского филиала, коммерческий директор, генеральный директор,
- 2003—2005 гг. — MBA в Калифорнийском государственном университете Ист-Бэй,
- 2005—2012 гг. — генеральный директор Google Russia,
- 2012—2016 гг. — руководитель eBay Marketplaces в России.

С января 2016 г. — директор по развитию бизнеса eBay в странах Северной и Восточной Европы.

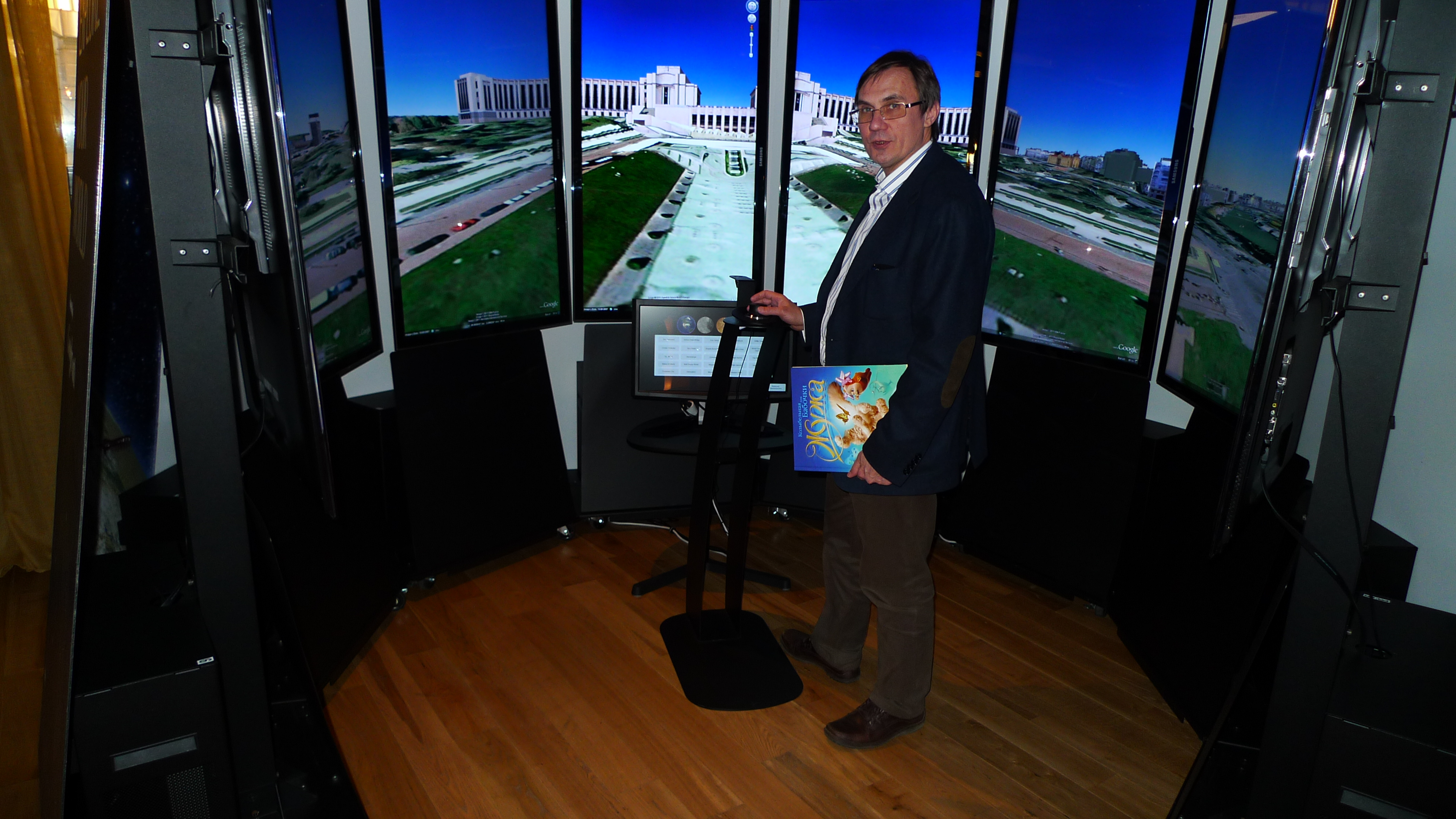
Dolgov V 2011

## Профессиональное признание
- В рейтинге высших руководителей — 2010 газеты «Коммерсантъ» занял IV место в номинации «Медиабизнес»[2].
- В рейтинге высших руководителей — 2011 газеты «Коммерсантъ» занял III место в номинации «Медиабизнес»[3].
- В рейтинге высших руководителей — 2012 газеты «Коммерсантъ» занял IV место в номинации «Медиабизнес»[4].